# 埃兰·扎哈维
埃兰·扎哈维（希伯來語：ערן זהבי；1987年7月25日—），是以色列职业足球运动员，司职前腰。他在職業生涯中，贏得多項團隊榮譽，包括2009-10賽季以色列足球超级联赛冠軍及2009-10、2010-11賽季以色列國家杯，還有2021年荷蘭克魯伊夫盾冠軍。個人榮譽方面則有2013年至2015年兩度獲選以色列年度足球先生，同時也從2013年到2016年连续三个赛季获得以色列足球超级联赛最佳射手，以及2017年、2019年獲得中国足球超级联赛最佳射手。現效力於以色列足球超级联赛球队特拉維夫馬卡比，同时也代表以色列国家足球队参加比赛。

## 榮譽

### 球會
特拉維夫哈普爾
- 以色列足球超级联赛冠軍：2009-10賽季
- 以色列國家盃冠軍：2009-10、2010-11賽季

 特拉維夫馬卡比
- 以色列足球超级联赛冠軍：2012-13、2014-15、2015-16賽季
- 以色列國家盃冠軍：2014-15賽季
- 以色列托托杯冠軍：2014-15賽季

 广州富力
- 中国足球超级联赛最佳射手：2017赛季、2019赛季

 PSV燕豪芬
- 克魯伊夫盾冠軍：2021年

### 個人
- 以色列足球先生：2013-14、2014-15賽季

## 外部連結
- 埃兰·扎哈维在 National-Football-Teams.com 上的出场纪录
- Soccerway資料庫：埃兰·扎哈维

- Eran Zahavi club profile on the Israel Football Association website. （希伯来文）
- Eran Zahavi national team profile on the Israel Football Association website. （希伯来文）